# LG Pay
LG Pay byl mobilní platební systém a mobilní peněženka společnosti LG Electronics, která uživatelům umožňovala provádět platby pomocí kompatibilních telefonů. Služba podporovala bezkontaktní platby pomocí technologie NFC (Near Field Communication) a zahrnovala také bezdrátovou magnetickou komunikaci, která umožňovala bezkontaktní platby na platebních terminálech, které podporovaly pouze transakce s magnetickým štítkem.
LG Pay existoval v Jižní Koreji a ve Spojených státech. LG Pay byl v USA ukončen v listopadu 2021 a v Jižní Koreji v červnu 2023.

## Servis
LG Pay byla vyvinut na základě duševního vlastnictví společnosti Dynamics a její plány byly oznámeny v listopadu 2015. Služba podporovala jak mobilní platební systémy založené na technologii NFC (které jsou při zjištění podpory upřednostňovány), tak i ty, které podporují pouze magnetické štítky. Toho bylo dosaženo použitím technologie známé jako Wireless Magnetic Communication (WMC), která přenášela údaje o kartě do slotu platebního terminálu vysíláním bezdrátových magnetických datových impulsů, což způsobilo, že je terminál zaregistroval jako běžný magnetický štítek.
V telefonech se nabídka peněženky spouštěla přejetím prstem ze spodní části obrazovky. Do aplikace bylo možné nahrát různé kreditní, debetní a věrnostní karty a vybrat je přejetím prstu mezi nimi na obrazovce.
V Jižní Koreji lze službu LG Pay používat k platbám v internetových obchodech, k platbám kartou v dopravě, k platbám členskou kartou a k výběru peněz z bankomatů některých banku.

## Zabezpečení
Zabezpečnostní opatření LG Pay vycházelo z technologií společnosti LG Mobile a jihokorejských karetních společností, jako je Shinhan Card; informace o kreditních kartách byly uloženy v zabezpečeném tokenu. Platby musely být ověřovány buď pomocí jednorázového hesla, skenování otisků prstů, nebo později pomocí 3D rozpoznávání obličeje.

## Dostupnost
| Datum             | Země        |
| ----------------- | ----------- |
| 2. června 2017    | Jižní Korea |
| 16. července 2019 | USA         |

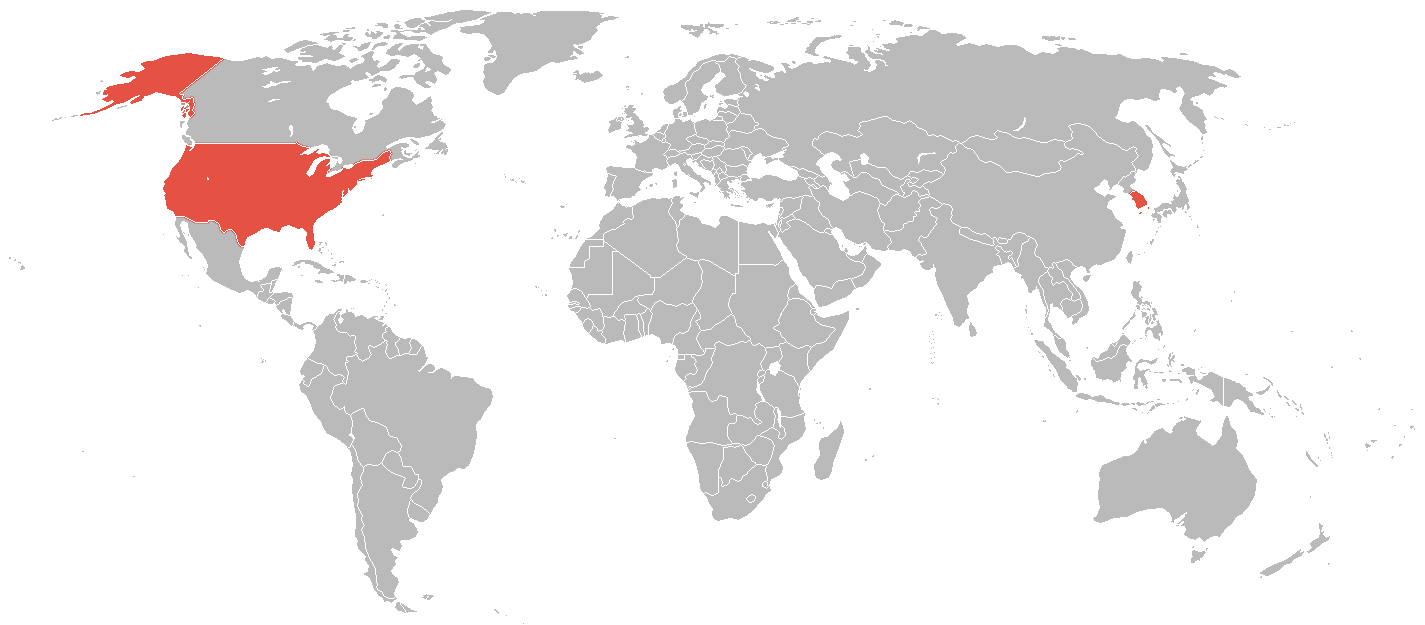
Globální dostupnost LG Pay

V roce 2016 bylo oznámeno, že společnost LG vyvíjí systém bílých karet, který ukládá všechny informace o kartách od různých bank nebo společností na fyzickou kartu podobnou běžné kreditní kartě. Po uvedení na trh nejsou k dispozici žádné další aktualizace, zda je tento systém stále implementován.
V roce 2018 bylo oznámeno spuštění LG Pay ve Spojených státech.
V roce 2019 byla služba LG Pay oficiálně spuštěna ve Spojených státech s programem odměn v podobě vrácení peněz.

## Podporovaná zařízení

### Řada G
- LG G6
- LG G6 Plus
- LG G7 ThinQ
- LG G8 ThinQ

### Řada V
- LG V35 ThinQ
- LG V40 ThinQ
- LG V50 ThinQ 5G
- LG V60 ThinQ